# Mathys Stoop
Mathys Stoop (Kemzeke - Asper-Zingem, 11 september 1657) was een slachtoffer van de heksenvervolging in Europa. Hij werd ervan verdacht een contract met de duivel te hebben afgesloten.
De beschuldiging luidde dat Mathys Stoop in de gedaante van een weerwolf verschillende kwartieren had doorkruist en er misdrijven had gepleegd, terwijl hij een gordel droeg die de duivel hem had gegeven. De leenmannen van Asper en Zingem veroordeelden hem wegens deze 'abominable en execrabele feiten, voldoende bewezen tijdens het proces zowel door bekentenissen als op andere wijzen, absoluut onduldbaar in een geciviliseerd land'.
Mathys Stoop werd op 11 september 1657 in Asper-Zingem gewurgd en in brand gestoken.